# Lijst van termen uit de civiele techniek A-E
Lijst van termen uit de civiele techniek. Civiele techniek is de toegepaste wetenschap die zich bezighoudt met het realiseren en onderhouden van objecten die vastzitten in de grond. Bijvoorbeeld leidingen, kabels, bruggen, gebouwen, maar ook de studie naar rivieren en kanalen. Bij de realisatie van Civieltechnische objecten wordt dus altijd gekeken naar de omgeving waarin dit object wordt gerealiseerd.
0 - 
A - 
B - 
C - 
D - 
E - 
F - 
G - 
H - 
I - 
J - 
K - 
L - 
M - 
N - 
O - 
P - 
Q - 
R - 
S - 
T - 
U - 
V - 
W - 
X - 
Y - 
Z

## 0-9
| 4-0-systeem |

## A
| aanbesteding        | Bouwkunde, Waterbouwkunde                               |
| aanbestedingsvormen | Bouwkunde, Waterbouwkunde                               |
| aannemersbegroting  | Bouwkunde, Waterbouwkunde                               |
| aansluiting         | Waterbouwkunde                                          |
| aanwassen           | Bouwkunde, Waterbouwkunde                               |
| aardebaan           | Waterbouwkunde                                          |
| achterhar           | Waterbouwkunde                                          |
| achterloopsheid     | Waterbouwkunde                                          |
| Ackermannboring     | Geotechnologie                                          |
| afbouwconstructie   | Infrastructuurplanning                                  |
| afgezonken tunnel   | Waterbouwkunde                                          |
| afkalven            | Waterbouwkunde                                          |
| afpleistering       |                                                         |
| afschot             | Bouwkunde, Infrastructuurplanning                       |
| afschrijving        | Waterbouwkunde, Infrastructuurplanning                  |
| afschuifcriterium   | Geotechnologie, Waterbouwkunde                          |
| afschuiven          | Geotechnologie, Waterbouwkunde                          |
| afvoer              | Waterbouwkunde, Watermanagement                         |
| afvoerregulering    | Waterbouwkunde, Watermanagement                         |
| afwaaiing           |                                                         |
| afzinkbare brug     | Waterbouwkunde, Infrastructuurplanning                  |
| alignement          | Waterbouwkunde, Watermanagement, Infrastructuurplanning |
| alluviaal           |                                                         |
| amplitude           |                                                         |
| ankerplaat          | Geotechnologie                                          |
| aquaduct            | Waterbouwkunde                                          |
| armour              | Waterbouwkunde                                          |
| asfalt              | Infrastructuurplanning, Waterbouwkunde                  |
| ATB                 | Infrastructuurplanning                                  |
| atmosferische druk  | Waterbouwkunde                                          |
| avegaar             | Geotechnologie                                          |

## B
| baak                          | Waterbouwkunde                            |
| baanlichaam                   | Waterbouwkunde                            |
| baanvak                       | Infrastructuurplanning                    |
| Baileybrug                    | Waterbouwkunde                            |
| bajonetkruispunt              | Waterbouwkunde, Infrastructuurplanning    |
| bak                           | Bouwkunde, Waterbouwkunde                 |
| balgstuw                      | Waterbouwkunde                            |
| balkbrug                      | Waterbouwkunde                            |
| balkenschema                  | Bouwkunde, Waterbouwkunde                 |
| ballastbed                    | Waterbouwkunde, Infrastructuurplanning    |
| ballastloos spoor             | Waterbouwkunde                            |
| ballastspoor                  | Waterbouwkunde                            |
| bandijk                       | Waterbouwkunde                            |
| basculebrug                   | Waterbouwkunde                            |
| beddingsconstante             | Bouwkunde, Waterbouwkunde, Geotechnologie |
| bedrijfsbureau                | Bouwkunde, Waterbouwkunde                 |
| Begemannboring                | Geotechnologie                            |
| begroten                      | Bouwkunde, Waterbouwkunde                 |
| bekisting                     | Bouwkunde, Waterbouwkunde                 |
| belastingclassificatie        | Bouwkunde, Waterbouwkunde                 |
| belastingsfactor              | Bouwkunde, Waterbouwkunde                 |
| bemalen                       | Bouwkunde, Waterbouwkunde                 |
| benedenhoofd                  | Waterbouwkunde                            |
| benedenloop                   | Waterbouwkunde, Infrastructuurplanning    |
| bentoniet                     | Bouwkunde, Waterbouwkunde                 |
| bentonietschild               | Bouwkunde, Waterbouwkunde                 |
| berging                       | Bouwkunde, Waterbouwkunde                 |
| Berlinerwand                  | Bouwkunde, Waterbouwkunde                 |
| bermsloot                     | Waterbouwkunde                            |
| beschoeiing                   | Waterbouwkunde                            |
| bestek                        | Bouwkunde, Waterbouwkunde                 |
| bestemmingsplan               | Bouwkunde, Waterbouwkunde                 |
| beton                         | Bouwkunde, Waterbouwkunde                 |
| betondruksterkte              | Bouwkunde, Waterbouwkunde                 |
| betonnen golfbrekerelementen  | Waterbouwkunde                            |
| betonrot                      | Bouwkunde, Waterbouwkunde                 |
| betonsterkteklasse            | Bouwkunde, Waterbouwkunde                 |
| betontreksterkte              | Bouwkunde, Waterbouwkunde                 |
| betonverharding               | Bouwkunde, Waterbouwkunde                 |
| bezwijkmechanisme             | Bouwkunde, Waterbouwkunde                 |
| Bijzondere belasting          | Bouwkunde, Waterbouwkunde                 |
| binnendijks                   | Waterbouwkunde, Watermanagement           |
| binnenhoofd                   | Waterbouwkunde                            |
| binnenscheepvaart             | Waterbouwkunde                            |
| binnentalud                   | Waterbouwkunde                            |
| bitumen                       | Bouwkunde, Waterbouwkunde                 |
| bloksignalering               | Bouwkunde, Waterbouwkunde                 |
| blow-out                      | Waterbouwkunde                            |
| bochtverbreding               | Infrastructuurplanning                    |
| bodemafsluiting               | Bouwkunde, Waterbouwkunde                 |
| bodembescherming              | Waterbouwkunde                            |
| bodemclassificatie            | Bouwkunde, Waterbouwkunde                 |
| bodemzuiger                   | Waterbouwkunde                            |
| boeg                          | Waterbouwkunde                            |
| boezem                        | Waterbouwkunde                            |
| bolder                        | Waterbouwkunde                            |
| boogbrug                      | Waterbouwkunde                            |
| boogstraal                    | Bouwkunde, Waterbouwkunde                 |
| boorfront                     | Waterbouwkunde                            |
| boorpaal                      | Bouwkunde, Waterbouwkunde                 |
| boortunnel                    | Waterbouwkunde                            |
| bout                          | Bouwkunde, Waterbouwkunde                 |
| bouwdok                       | Waterbouwkunde                            |
| bouwfysica                    | Bouwkunde, Waterbouwkunde                 |
| bouwkuip                      | Bouwkunde, Waterbouwkunde                 |
| bouwplaatskosten              | Bouwkunde, Waterbouwkunde                 |
| bouwterrein                   | Bouwkunde                                 |
| bouwput                       | Bouwkunde, Waterbouwkunde                 |
| bouwrijp maken                | Bouwkunde, Waterbouwkunde                 |
| bouwteam                      | Bouwkunde, Waterbouwkunde                 |
| bouwvergunning                | Bouwkunde, Waterbouwkunde                 |
| bouwwerkinformatiemodel (BIM) | Bouwkunde                                 |
| bovenbouw                     | Waterbouwkunde                            |
| bovenhoofd                    | Waterbouwkunde                            |
| bovenleiding                  | Waterbouwkunde                            |
| bovenloop                     | Waterbouwkunde, Infrastructuurplanning    |
| break bulk schip              | Waterbouwkunde                            |
| bronbemaling                  | Bouwkunde, Waterbouwkunde                 |
| brosse breuk                  | Bouwkunde, Waterbouwkunde                 |
| bruikbaarheidsgrenstoestand   | Bouwkunde, Waterbouwkunde                 |
| buigsterkte                   | Bouwkunde, Waterbouwkunde                 |
| buigstijfheid                 | Bouwkunde, Waterbouwkunde                 |
| buistoot                      | Bouwkunde, Waterbouwkunde                 |
| buitendienststelling          | Bouwkunde, Waterbouwkunde                 |
| buitendijks                   | Waterbouwkunde                            |
| buitenhoofd                   | Waterbouwkunde                            |
| buitentalud                   | Waterbouwkunde                            |
| buitenwater                   | Waterbouwkunde                            |
| bulkschip                     | Waterbouwkunde                            |
| bulldozer                     | Bouwkunde, Waterbouwkunde                 |

## C
| caisson               | Bouwkunde, Waterbouwkunde      |
| calculatie            | Bouwkunde, Waterbouwkunde      |
| capillair water       | Waterbouwkunde, Geotechnologie |
| captive               | Waterbouwkunde                 |
| CBR-proef             | Waterbouwkunde                 |
| cement                | Bouwkunde, Waterbouwkunde      |
| cementbentonietwand   | Bouwkunde, Waterbouwkunde      |
| cementraam            | Bouwkunde, Waterbouwkunde      |
| centrifugaalpomp      | Bouwkunde, Waterbouwkunde      |
| civiele techniek      | Waterbouwkunde                 |
| clothoide             | Waterbouwkunde                 |
| CMC-methode           | Waterbouwkunde                 |
| cohesie               | Geotechnologie                 |
| combiwand             | Bouwkunde, Waterbouwkunde      |
| compensatielas        | Bouwkunde, Waterbouwkunde      |
| consistentie          | Bouwkunde, Waterbouwkunde      |
| console               | Bouwkunde, Waterbouwkunde      |
| consolidatie          | Geotechnologie                 |
| consortium            | Bouwkunde, Waterbouwkunde      |
| constante van Poisson | Bouwkunde, Waterbouwkunde      |
| contractie            | Bouwkunde, Waterbouwkunde      |
| corrosievast staal    | Bouwkunde, Waterbouwkunde      |
| coupure               | Bouwkunde, Waterbouwkunde      |
| craquelé              | Bouwkunde, Waterbouwkunde      |
| cunet                 | Waterbouwkunde                 |
| curing compound       | Bouwkunde, Waterbouwkunde      |
| cutterzuiger          | Waterbouwkunde                 |

## D
| dam                     | Waterbouwkunde                         |
| dämmer                  | Waterbouwkunde                         |
| damwand                 | Bouwkunde, Waterbouwkunde              |
| debiet                  | Waterbouwkunde                         |
| deflectiemeting         | Bouwkunde, Waterbouwkunde              |
| deining                 | Waterbouwkunde                         |
| deksloof                | Bouwkunde, Waterbouwkunde              |
| demobilisatie           | Waterbouwkunde                         |
| deuvel                  | Bouwkunde, Waterbouwkunde              |
| dichtingswand           | Bouwkunde, Waterbouwkunde              |
| diepgang                | Waterbouwkunde                         |
| diepteverdichting       | Waterbouwkunde                         |
| diepwand                | Bouwkunde, Waterbouwkunde              |
| diffractie              | Bouwkunde, Waterbouwkunde              |
| dijk                    | Waterbouwkunde                         |
| dijkgraaf               | Waterbouwkunde                         |
| dijkhoogte              | Waterbouwkunde                         |
| dijkprofiel             | Waterbouwkunde                         |
| dijktafelhoogte         | Waterbouwkunde                         |
| dikspoeling             | Waterbouwkunde                         |
| dilatatie               | Infrastructuurplanning                 |
| dive under              | Waterbouwkunde                         |
| dood tij                | Waterbouwkunde                         |
| doorgaande waterpassing | Bouwkunde, Waterbouwkunde              |
| doorlaatcaissons        | Bouwkunde, Waterbouwkunde              |
| doorlatendheid          | Geotechnologie                         |
| doorpersing             | Waterbouwkunde                         |
| draagconstructie        | Bouwkunde, Waterbouwkunde              |
| draagkabel              | Bouwkunde, Waterbouwkunde              |
| draaibrug               | Waterbouwkunde                         |
| draaideur               | Bouwkunde, Waterbouwkunde              |
| dragende muur           | Bouwkunde, Waterbouwkunde              |
| dragline                | Waterbouwkunde                         |
| drainage                | Bouwkunde, Waterbouwkunde              |
| drainagecriterium       | Bouwkunde, Waterbouwkunde              |
| driehoeksmeting         | Bouwkunde, Waterbouwkunde              |
| driehoeksnet            | Bouwkunde, Waterbouwkunde              |
| driescharnierspant      | Bouwkunde, Waterbouwkunde              |
| drifthoek               | Waterbouwkunde                         |
| DRIP                    | Waterbouwkunde, Infrastructuurplanning |
| Drooglegging            | Watermanagement                        |
| druksterkte             | Bouwkunde, Waterbouwkunde              |
| ducdalf                 | Waterbouwkunde                         |
| duiker                  | Waterbouwkunde                         |
| duinafslag              | Waterbouwkunde                         |
| dukdalf                 | Waterbouwkunde                         |
| dwarsligger             | Waterbouwkunde                         |
| dwarsprofiel            | Waterbouwkunde                         |
| DWT (tonnenmaat)        | Waterbouwkunde                         |
| dynamische belasting    | Bouwkunde, Waterbouwkunde              |

## E
| ebschaar             | Waterbouwkunde            |
| echolood             | Bouwkunde, Waterbouwkunde |
| EEM                  | Bouwkunde, Waterbouwkunde |
| eenparige stroming   | Waterbouwkunde            |
| effluent             | Waterbouwkunde            |
| elasticiteit         | Bouwkunde, Waterbouwkunde |
| elasticiteitsmodulus | Bouwkunde, Waterbouwkunde |
| elasto-plastisch     | Bouwkunde, Waterbouwkunde |
| elementenbegroting   | Bouwkunde, Waterbouwkunde |
| elementenverharding  | Bouwkunde, Waterbouwkunde |
| embedded rail        | Waterbouwkunde            |
| emplacement          | Waterbouwkunde            |
| EMVA                 | Bouwkunde, Waterbouwkunde |
| erffunctie           | Bouwkunde, Waterbouwkunde |
| erosie               | Bouwkunde, Waterbouwkunde |
| estuarium            | Waterbouwkunde            |
| evenwichtsdiepte     | Waterbouwkunde            |
| evenwichtseisen      | Bouwkunde, Waterbouwkunde |